# PSR J1748−2446ad
PSR J1748-2446ad, är den snabbast kända roterande pulsaren, med 716 Hz (varv per sekund), eller ca 43 000 varv per minut. Pulsaren upptäcktes av Jason W. T. Hessels vid McGill University den 10 november 2004 och bekräftades den 8 januari 2005.
Om neutronstjärnan antas innehålla mindre än två gånger solens massa, inom det typiska området för neutronstjärnor, begränsas dess radie till att vara mindre än 16 km. Vid dess ekvator roterar den med ungefär 24 procent av ljusets hastighet, eller över 70 000 km per sekund.
Pulsaren är belägen i en klotformig stjärnhop som kallas Terzan 5, som ligger cirka 18 000 ljusår från solen i stjärnbilden Skytten. Det är en del av en dubbelstjärna och genomgår regelbundna förmörkelser med en förmörkelsestyrka på cirka 40 procent. Dess bana är mycket cirkulär, med en omloppsperiod av 26 timmar. Det andra objektet i systemet har en massa av minst 0,14 solmassa, med en radie på 5–6 solradier. Hessels uppger att följeslagaren kan vara en "uppsvälld huvudseriestjärna, som möjligen fortfarande fyller sin Roche-lob". Hessels et al. fortsätter att undersöka om gravitationsstrålning från pulsaren kan detekteras av LIGO.